# Andingmen
Andingmen (Chinees: 安定门) is tegenwoordig een verkeersknooppunt in het noorden van Peking.

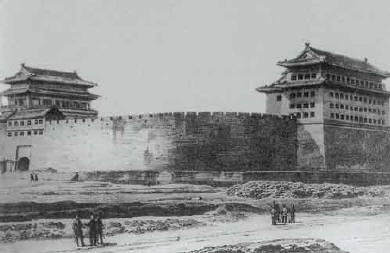
Andingmen in 1860

Voordien was het een plaats waar een stadspoort stond. Deze poort is vervangen door een verkeersbrug, de Andingmen Bridge. De naam "Andingmen" betekent "Poort van Stabiliteit".
Het knooppunt Andingmen is op het punt waar de Tweede Ringweg van Peking kruist met de Andingmen Inner Street en Andingmen Outer Street. Vlakbij liggen halteplaatsen voor de (trolley)bussen. In de buurtschap ligt ook een station van de Metro van Peking met de naam "Andingmen".
De voormalige stadspoort lag in het noordoosten van de stad. Deze poort werd vaak gebruikt voor de afvoer van vuilnis.

## Wijken in Andingmen
Ju Er Hutong is een populaire wijk voor buitenlandse werknemers ("expats") om hier te leven in Peking. Deze hutong ligt ten zuidwesten van Jiao Dao Kou en ten westen van Hou Hai en Gu Lou (de Trommeltoren).